# Elda
Elda je město, ležící ve Valencijském autonomním společenství, v provincii Alicante ve Španělsku. Žije zde přibližně 54 tisíc obyvatel, je sedmé nejlidnatější v provincii. Elda se spojila s městem Petrer a vytvořila městskou aglomeraci s počtem přesahujícím 85 000 obyvatel. Skrz městskou část Eldy protéká řeka Vinalopó.
Elda je známá pro svůj obuvnický průmysl, zejména dámskou obuv. Turistické stránky zahrnují obuvnické muzeum, archeologické muzeum, Torre del Homenaje del castillo (věž pocházející z 12. století), náměstí Castelar, zámek Coloma, radnici a kostel Santa Ana. Slaví se zde také nejdůležitější svátek Moros y Cristianos.

## Významné osobnosti
- Elia Barceló, spisovatelka, narodila se zde v roce 1957
- Alba Rico, španělská zpěvačka a herečka (Violetta), narodila se zde v roce 1989.